# Moyobamba (tỉnh)
Tỉnh Moyobamba (tiếng Tây Ban Nha: Provincia de Moyobamba) là một tỉnh thuộc vùng San Martín của Peru. Tỉnh Moyobamba có diện tích 3772 kilômét vuông, dân số thời điểm theo điều tra dân số ngày 11 tháng 7 năm 1993 là 69943 người. Tỉnh lỵ đóng ở Moyobamba.